# Orfizmus (művészet)
Az orfizmus vagy orfikus kubizmus kifejezést Guillaume Apollinaire francia író-költő 1912-ben találta ki, és a kubizmus egyik ága volt, amely a tiszta absztrakcióra és az élénk színekre összpontosított. 

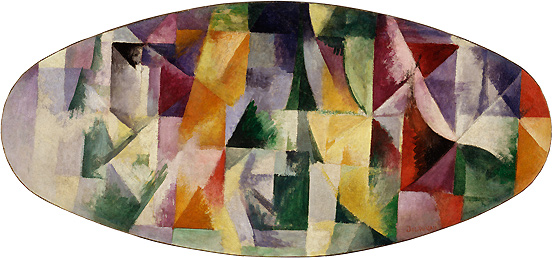
Robert Delaunay: Nyitott ablakok

## Az ókorban
Eredetileg az orfizmus görög vallási mozgalom volt. Az irodalomban a mitikus megalapítója a Kr. e. 7. – Kr. e. 6. század folyamán Orpheusz volt, mágikus erejű dalnok, akit a bakkhánsnők széttéptek. A valóságban az orfeuszi ("orfikus")  himnuszok sokkal később keletkeztek. Ellentétben a homéroszi, olümposzi vallásossággal — az orfikus közösség tagjai  az emberi létet bűnösnek tartották és hittek a túlvilági létben. Misztériumaik középpontjában ezért a túlvilági életre való előkészítés, azaz a bűntől való megtisztulás és a beavatás rítusa állt.  

## Orfizmus vagy orfikus kubizmus
Az orfizmus a szín, a fény elsődlegességét hirdető irányza volt. Az orfizmus vagy az 'orfikus kubizmus nevét Guillaume Apollinaire francia költő alkotta meg 1912-ben. Mint a kubizmus egyik ágazata, a tiszta absztrakcióra és az élénk színekre összpontosított. Apollinaire-t a fauvista Paul Signac, Charles Henry és a festékvegyész Michel-Eugène Chevreul elméleti írásai inspirálták. Az orfizmust kulcsfontosságúnak tartják a kubizmusból az absztrakt művészetbe való átalakulásában, úttörőjeként František Kupka-t, fő képviselőinek Robert Delaunay-t, feleségét, Sonia Delaunay-t, valamint H.P. Bruce-t tartják, akik a kubizmus monokróm (egyszínű) szakaszában újraindították a színhasználatot. 
Rokon irányzat volt a Goncsarova és Larionov nevével fémjelzett rayonizmus.